# Cowplain
Cowplain – wieś w Anglii, w hrabstwie Hampshire, w dystrykcie Havant. Leży 32 km na południowy wschód od miasta Winchester i 92 km na południowy zachód od Londynu. Miejscowość liczy 8775 mieszkańców.